# Lloba de Pamplona
Lloba de Pamplona filla il·legítima
de Sanç I Garces, rei de Pamplona i de Raimunda, serventa del rei, segons mostra clarament el Còdex de Roda.

## Núpcies i descendents
Es casà amb Donat III Llop, comte de Bigorra, i d'aquesta unió nasqueren els fills:
- l'infant Ramon I Donat (?-v 956), comte de Bigorra (940-956)[1][2]
- l'infant Oriol Donat (?-d 997), l'avantpassat dels comtes d'Aura i vescomtes de Labart[1]